# Нассер ибн Абдул-Азиз Аль Сауд
Нассер ибн Абдул-Азиз Аль Сауд (араб.  ناصر بن عبد العزيز آل سعود‎ 1911 — 15 сентября 1984) — саудовский принц, 6-й сын короля Абдул-Азиза и эмир Эр-Рияда.

## Биография
Родился в Эр-Рияде в 1911 году (по другим данным в 1912 или 1921), в семье короля Саудовской Аравии Абдул-Азиза и его марокканской жены Баззы I. Он получил образование в Эр-Рияде в школе дворца, изучая Коран, искусство верховой езды и методы войны.
Король Абдул-Азиз назначил его эмиром провинции Эр-Рияд в 1938 году. Тем не менее, он должен был уйти в отставку с занимаемой должности в связи с событием, что привело к смерти одного из своих братьев и других. Находясь в должности эмира, он организовал праздник, на котором его брат принц Мансур, в то время занимавший пост министра обороны, и несколько иностранцев смертельно отравились алкоголем. Король Абдул-Азиз бросил Нассера в тюрьму. Нассер лишился должности и никогда не возвращался к общественной жизни.
Нассер не мог ходить и пользовался инвалидным креслом в его последние годы. Он умер 15 сентября 1984 года и был похоронен в Эр-Рияде.

## Дети и внуки
У него было много сыновей и дочерей
- принц Абдалла ибн Нассер ибн Абдул-Азиз Аль Сауд (1939—1984) — президент ФК Аль-Хиляль (1972—1976) и (1978—1982)
- принц Мухаммад ибн Нассер ибн Абдул-Азиз Аль Сауд (род. 1944) — губернатор провинции Джизан (2000—наст.время)
- принц Абдул-Рахман ибн Нассер ибн Абдул-Азиз Аль Сауд (1947—2022) — эмир Аль-Харжи (округа провинции Эр-Рияд) (2001—2021)
- принц Турки ибн Нассер ибн Абдул-Азиз Аль Сауд (1948—2021) — бывший военный офицер и министр по вопросам окружающей среды (2001—2013)
- принц Абдул-Азиз ибн Нассер ибн Абдул-Азиз Аль Сауд — генерал-майор в МВД Саудовской Аравии
  - принц Сауд ибн Абдул-Азиз ибн Нассер ибн Абдул-Азиз Аль Сауд (род. 1977)
- принц Фахд ибн Нассер ибн Абдул-Азиз Аль Сауд — возглавлял Саудовскую федерацию гандбола
- принц Мансур ибн Нассер ибн Абдул-Азиз Аль Сауд (род. 1962) — бывший советник короля Абдаллы, посол в Швейцарии (2019—2020)